# Amblypodia yendava
Amblypodia yendava är en fjärilsart som beskrevs av Smith 1887. Amblypodia yendava ingår i släktet Amblypodia och familjen juvelvingar. Inga underarter finns listade i Catalogue of Life.